# John Bromwich
John Edward Bromwich, avstralski tenisač, * 14. november 1918, Sydney, Avstralija, † 21. oktober 1999, Geelong, Viktorija, Avstralija.
John Bromwich se je osemkrat uvrstil v finala turnirjev za Grand Slam v posamični konkurenci, od tega sedemkrat na turnirju za Prvenstvo Avstralije, ki ga je osvojil v letih 1939 in 1946. V finale se je uvrstil tudi na turnirju za Prvenstvo Anglije leta 1948, na turnirjih za Nacionalno prvenstvo ZDA se je najdlje uvrstil v polfinale v letih 1938, 1939 in 1947, na turnirjih za Amatersko prvenstvo Francije pa v četrtfinale leta 1950. V konkurenci moških dvojic je osemkrat osvojil Prvenstvo Avstralije, trikrat Nacionalno prvenstvo ZDA in dvakrat Prvenstvo Anglije, v konkurenci mešanih dvojic pa dvakrat Prvenstvo Anglije ter po enkrat Prvenstvo Avstralije in Nacionalno prvenstvo ZDA. V letih 1939 in 1950 je bil član zmagovite avstralske reprezentance na Davisovem pokalu. Leta 1984 je bil sprejet v Mednarodni teniški hram slavnih.

## Finali Grand Slamov

### Posamično (8)

#### Zmage (2)
| Leto | Turnir                   | Nasprotnik v finalu | Rezultat finala         |
| 1939 | Prvenstvo Avstralije     | Adrian Quist        | 6–4, 6–1, 6–3           |
| 1946 | Prvenstvo Avstralije (2) | Dinny Pails         | 5–7, 6–3, 7–5, 3–6, 6–2 |

#### Porazi (6)
| Leto | Turnir                   | Nasprotnik v finalu | Rezultat finala         |
| 1937 | Prvenstvo Avstralije     | Vivian McGrath      | 3–6, 6–1, 0–6, 6–2, 1–6 |
| 1938 | Prvenstvo Avstralije (2) | Don Budge           | 4–6, 2–6, 1–6           |
| 1947 | Prvenstvo Avstralije (3) | Dinny Pails         | 6–4, 4–6, 6–3, 5–7, 6–8 |
| 1948 | Prvenstvo Avstralije (4) | Adrian Quist        | 4–6, 6–3, 3–6, 6–2, 3–6 |
| 1948 | Prvenstvo Anglije        | Bob Falkenburg      | 5–7, 6–0, 2–6, 6–3, 5–7 |
| 1949 | Prvenstvo Avstralije (5) | Frank Sedgman       | 3–6, 2–6, 2–6           |